# Māris Štrombergs
Māris Štrombergs (Valmiera, 10 maart 1987) is een Lets BMX'er. Tijdens de Olympische Spelen van 2008 in Peking stond BMX'en voor het eerst op het programma. Štrombergs won in deze wedstrijd de gouden medaille en werd zo de eerste olympisch kampioen BMX uit de geschiedenis. In 2008 won hij de wereldtitel, wat hij in 2010 wist te herhalen. Op de Olympische Zomerspelen van 2012 wist Štrombergs zijn olympische titel te prolongeren door de Australiër Sam Willoughby voor te blijven.
2008: Māris Štrombergs ·
2012: Māris Štrombergs ·
2016: Connor Fields ·
2020: Niek Kimmann ·
2024: Joris Daudet
- Nationale Bibliotheek van Letland: 000223828
- Virtual International Authority File: 69145424524386830988